# Siorapaluk
Siorapaluk [siɔˈʁapaluk] (Inuktun Hiorapaluk [hiɔˈʁapaɾu(k)]) ist eine grönländische Siedlung im Distrikt Qaanaaq in der Avannaata Kommunia.
Siorapaluk gilt als nördlichste natürliche heute bewohnte Siedlung der Welt.

## Lage

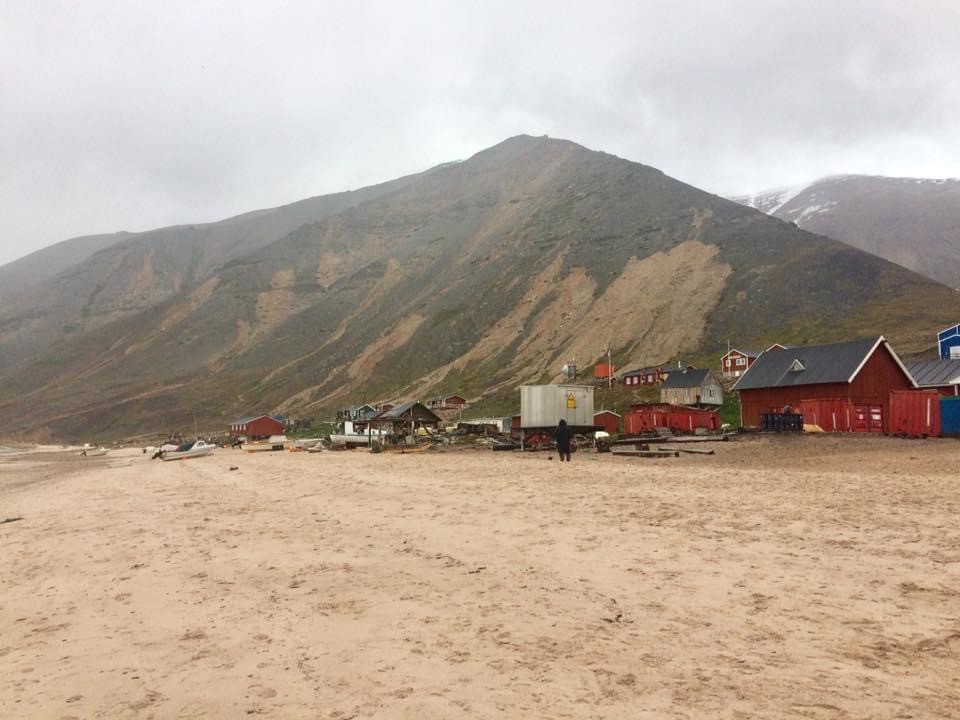
Am Strand von Siorapaluk

Siorapaluk ist die nördlichste Siedlung Grönlands und liegt mit 1358 km bis zum Nordpol etwas weiter südlich als Longyearbyen auf Spitzbergen (1309 km). Der Ort liegt an der Südküste einer vergletscherten Halbinsel am Nordufer des Siorapaluup Kangerlua (Robertson Fjord). Der nächstgelegene Ort ist der Distrikthauptort Qaanaaq, der sich 49 km südöstlich befindet.

## Geschichte
Siorapaluk wird hauptsächlich von den Nachkommen der kanadischen Inuit bewohnt, die um 1880 über den Smithsund nach Nordgrönland kamen. Der Ort ist Teil der Wohnplatzgruppe Oqqorliit, der zweitnördlichsten der Inughuit. Siorapaluk erhielt 1939 den Udstedsstatus und es wurde ein Packhaus gebaut. 1946 erhielt der Ort eine Schulkapelle. 1951 hatte Siorapaluk 41 Einwohner. Innerhalb kurzer Zeit stieg die Einwohnerzahl dann stark an. 1952 lebten 43 Menschen in Siorapaluk, 1953 schon 59 und 1954 waren es 67 Einwohner. 1953 wurde eine Telestation und 1956 eine Wohnung für die Hebamme gebaut. 1960 lebten 82 Menschen in Siorapaluk. 1970 waren es nur noch 72.

## Wirtschaft
Die Bewohner von Siorapaluk leben hauptsächlich von der Jagd auf Krabbentaucher, Dickschnabellummen, Polarfüchse, Polarhasen, Robben, Walrosse und Eisbären. Weitere Beschäftigungsmöglichkeiten bieten das Kunsthandwerk, die Schule, der Laden, die Verwaltung und der Tourismus, der sich vor allem auf Hundeschlittentouren und die Präsentation der Kultur der Inuit mit Trommeltanz, Chorgesang und Kajakfahren stützt.

## Infrastruktur und Versorgung
Siorapaluk hat keinen Hafen und die Boote liegen am Strand. Das Meer ist etwa von Juli bis September eisfrei und befahrbar. Einmal pro Jahr wird der Ort von einem Versorgungsschiff angefahren. Air Greenland stellt ganzjährig Hubschrauberflüge über den Heliport Siorapaluk zur Verfügung. Der übrige Transport nach Qaanaaq erfolgt mit Hundeschlitten oder Schneemobilen.
Nukissiorfiit stellt die Stromversorgung über ein Kraftwerk sicher, aber es existiert keine geregelte Trinkwasserversorgung. Die Bewohner gewinnen Wasser aus dem Fluss, der den Ort teilt, oder im Winter durch Schneeschmelze. Müll wird deponiert und verbrannt, während Abwasser in den Boden geleitet wird. TELE Greenland gewährleistet die telekommunikative Anbindung der Bewohner.

## Bebauung

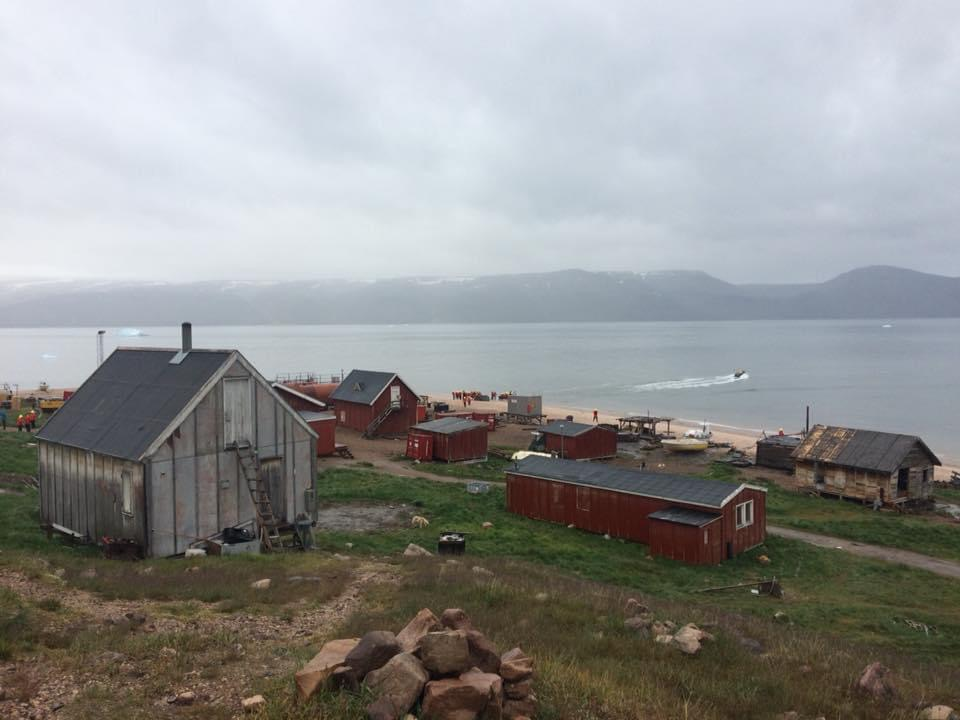
Siorapaluk

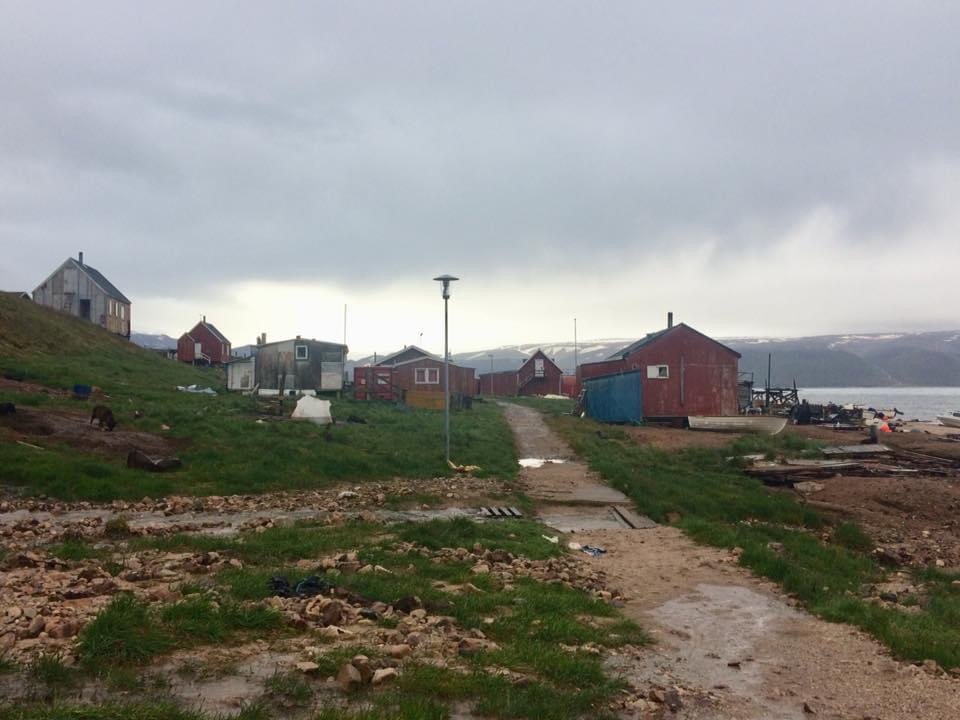
Siorapaluk

Die Schule von Siorapaluk, Evap Atuarfia, unterrichtet seit ihrer Errichtung 2006 etwa sieben Schüler bis zur siebten Klasse und beherbergt zudem auch die Kapelle und eine kleine Bibliothek. Eine Pilersuisoq-Filiale ist für die Güterversorgung der Bevölkerung zuständig. Es gibt in Siorapaluk zudem ein Dorfbüro, eine Krankenstation und ein Servicegebäude sowie ein Versammlungsgebäude.

## Söhne und Töchter
- K'issúnguaĸ Kristiansen (* 1930), Landesrat

## Bevölkerungsentwicklung
Die Einwohnerzahl von Siorapaluk stieg zwischen 1977 und 2006 um etwa die Hälfte und hat sich seither halbiert.